# Die Liebenden von Hasanlu

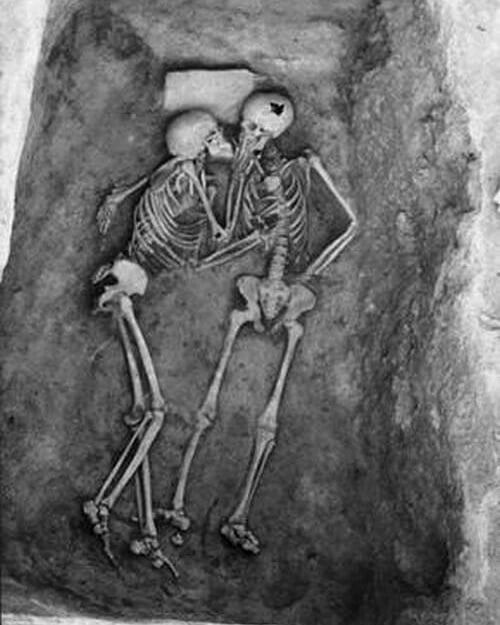
Die Liebenden von Hasanlu

Die Liebenden von Hasanlu („Hasanlu Lovers“) ist die Bezeichnung für zwei Skelette, die 1973 bei Ausgrabungen in Hasanlu Tepe in der nordwestiranischen Provinz West-Aserbaidschan, neben 246 anderen Skeletten, gefunden wurden. Leiter der Ausgrabungen war Robert H. Dyson (University of Pennsylvania).
Die beiden menschlichen, männlichen Skelette wurden nebeneinander und ohne Grabbeigaben, lediglich mit einem flachen Stein im Kopfbereich, gefunden. Beide Individuen dürften zur selben Zeit im Zuge der Zerstörung der Siedlung gestorben sein. Die Überreste zeigen keine äußerlichen Verletzungen, was zu Spekulationen über einen Erstickungstod Anlass gab. Beide wurden von 1974 bis Mitte der 1980er Jahr im Penn Museum ausgestellt.

## Wissenschaftliche Befunde
Das rechte Skelett mit der Bezeichnung HAS 73-5-799 (SK 335) lag auf dem Rücken. Das linke Skelett mit der Bezeichnung HAS 73-5-800 (SK 336) lag auf seiner linken Seite mit dem Gesicht und einem ausgestreckten Arm hin zu SK 335.
Zahnbefunde deuten bei SK 335 auf einen jungen Erwachsenen von geschätzt 19–22 Jahren hin. Das Individuum wurde, hauptsächlich aufgrund des Beckenknochens, als männlich charakterisiert und zeigte keine Anzeichen von frischen oder zu Lebzeiten verheilten Verletzungen hin. Das zweite Skelett (SK 336) wurde auf ein Alter zum Todeszeitpunkt von ca. 30–35 Jahre geschätzt und zeigte ebenfalls keine Anzeichen von frischen oder zu Lebzeiten verheilten Verletzungen.
Die Geschlechtsbestimmung bei SK 336 war zunächst weniger eindeutig. Der Schädel zeigte charakteristisch männliche Merkmale, während der Beckenknochen uneindeutige Merkmale zeigte. Zum Zeitpunkt der Ausgrabung wurde der Fund als weiblich kategorisiert. Neuere Erkenntnisse deuten aber auch SK 336 als männlich. Die Anthropologinnen Page Selinsky und Janet Monge beschäftigten sich mit DNA-Analysen der beiden Liebenden von Hasanlu. Auf Grundlage der Knochen- und DNA-Befunde schließen sie auf zwei männliche Individuen.
Die Liebenden von Hasanlu und andere Skelette wurden mittels Isotopenanalyse bezüglich ihrer Ernährung untersucht. Die Isotopensignatur deutet auf eine vielfältige Ernährungsweise auf Basis von unter anderem Weizen, Gerste, Schaf- und Ziegenfleisch hin. Die gefundenen Sauerstoffisotopenverhältnisse deuten darauf hin, dass alle untersuchten Individuen in der Fundgegend geboren und aufgewachsen waren.
Für die Deutung der Auffindesituation gibt es keine wissenschaftlich fundierten Beweise, sondern nur Vermutungen. Eine These geht davon aus, dass die beiden Personen in einen Unterschlupf geflüchtete sein könnten, um der Entdeckung zu entgehen, und dort durch herabfallende Trümmer lebendig begraben wurden.

## Kontroversen
Ob und inwieweit die Liebenden von Hasanlu als Beispiel nicht-heteronormativer Lebensweise in der Vergangenheit gesehen werden können, wird kontrovers diskutiert. Die Bezeichnung als „Liebende von Hasanlu“ entstand aufgrund der als intim empfundenen Auffindesituation der beiden Individuen. Im Geiste der Zeit wurde der Fund zunächst als heterosexuelles Paar gedeutet. Einer der beteiligten Archäologen, O.W. Muscarella, soll sich wie folgt geäußert haben: „I knew at first sight who was the female.“ („Ich wusste auf den ersten Blick, wer die Frau war.“).
Killgrove und Geller  beschrieben später die Ursachen für diesen Fehlbefund. Die Projektion heutiger (wie auch zum Zeitpunkt des Fundes herrschender) Anschauungen zu Geschlecht, Gender, Sexualität und Rollenbildern sind prinzipiell als problematisch anzusehen. Spätere DNA-Analysen (siehe oben) konnten beide Skelette (im genetischen Sinne) eindeutig männlich charakterisieren.
Das tatsächliche Verhältnis der beiden „Liebenden von Hasanlu“ bleibt wissenschaftlich unbekannt. Schlussfolgerungen allein auf der Grundlage der intim wirkenden Lage der Skelette zueinander bleiben daher spekulativ.
Ein vergleichbar positioniertes Paar sind „Die Liebenden von Valdaro“.